# Ryōhei Katō
Pour les articles homonymes, voir Kato.
Ryōhei Katō (加藤凌平, Katō Ryōhei), né le 9 septembre 1993 à Numazu, est un gymnaste artistique japonais.

## Carrière
Il remporte aux Jeux olympiques d'été de 2012 à Londres la médaille d'argent du concours général par équipes avec Kazuhito Tanaka, Yusuke Tanaka, Kōhei Uchimura et Koji Yamamuro.
Lors des Jeux olympiques de 2016, avec l'équipe du Japon, composée également de Koji Yamamuro, de Kohei Uchimura, de Yūsuke Tanaka et de Kenzo Shirai, il remporte cette fois  le titre avec 274,094 points.

## Palmarès

### Jeux olympiques
- Londres 2012
  -  médaille d'argent au concours général par équipes.
- Rio 2016
  -  médaille d'or au concours général par équipes.

### Championnats du monde
- Glasgow 2015
  -  médaille d'or au concours général par équipes.
- Nanning 2014
  -  médaille d'argent au concours général par équipes.
  -  médaille de bronze aux barres parallèles.
- Anvers 2013
  -  médaille d'argent au concours général individuel.